# Aclees
Aclees är ett släkte av skalbaggar. Aclees ingår i familjen vivlar.

## Dottertaxa tillAclees, i alfabetisk ordning[1]
- Aclees africanus
- Aclees bidentulus
- Aclees bifasciatus
- Aclees birmanus
- Aclees bispinulus
- Aclees brunneus
- Aclees conicollis
- Aclees crassirostris
- Aclees cribratus
- Aclees davidi
- Aclees fatuus
- Aclees foveatus
- Aclees granulosus
- Aclees gyllenhali
- Aclees hirayamai
- Aclees horsfieldi
- Aclees hovanus
- Aclees hylobioides
- Aclees impressifrons
- Aclees indignus
- Aclees jekeli
- Aclees juvencus
- Aclees lacordairei
- Aclees pacca
- Aclees porosus
- Aclees roelofsi
- Aclees senegalensis
- Aclees taiwanensis